# Leichtathletik-Europameisterschaften 2022/800 m der Männer

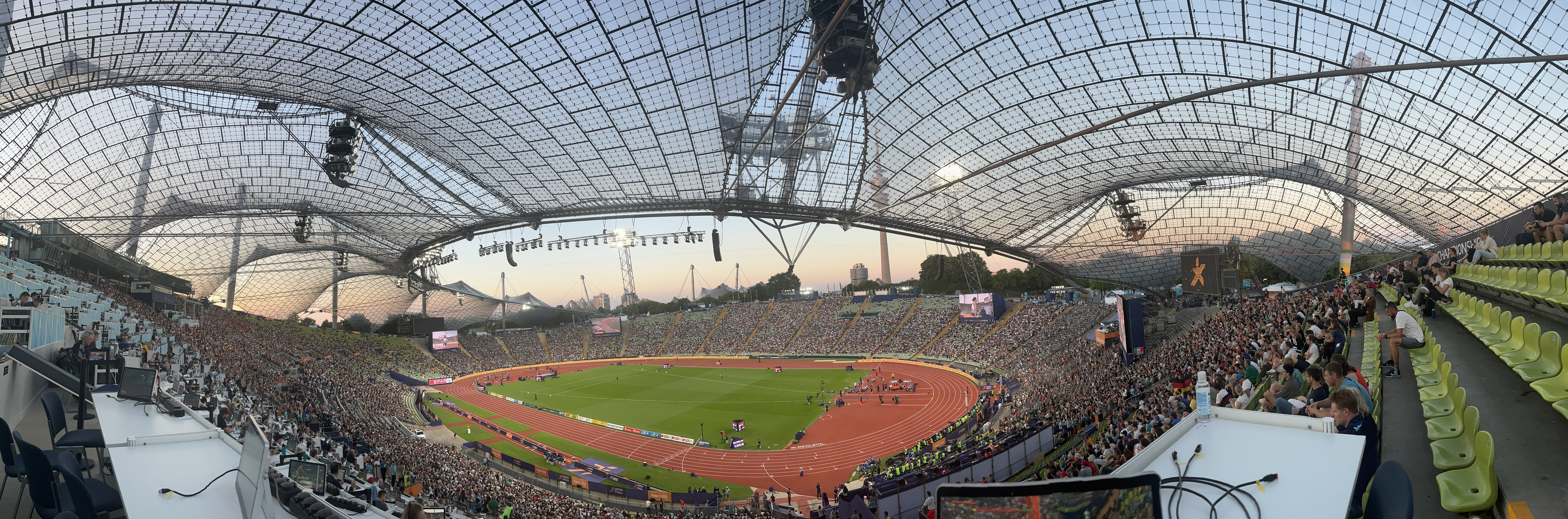
Das Olympiastadion in München während der Europameisterschaften 2022

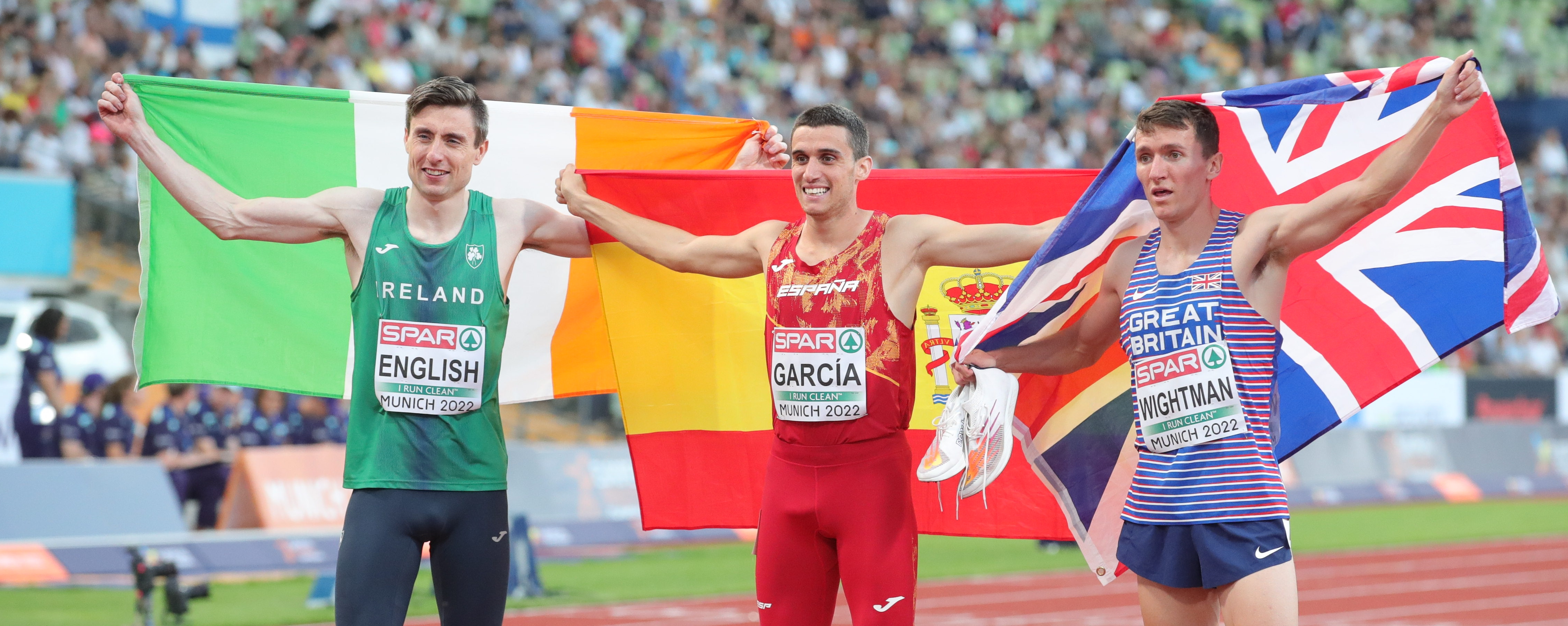
Podium

Der 800-Meter-Lauf der Männer bei den Leichtathletik-Europameisterschaften 2022 wurde vom 18. bis 21. August 2022 im Olympiastadion der deutschen Stadt München ausgetragen.
Europameister wurde der Spanier Mariano García. Er gewann vor dem Briten Jake Wightman, der über 1500 Meter amtierender Weltmeister war und 2018 auf der längeren Mittelstreckendistanz EM-Bronze gewonnen hatte. Bronze ging wie bei den Europameisterschaften 2014 an den Iren Mark English.

## Bestehende Rekorde
| Weltrekord           | 1:40,91 min | David Lekuta Rudisha | OS London, Großbritannien                    | 9. August 2012  |
| Europarekord         | 1:41,11 min | Wilson Kipketer      | Köln, Deutschland                            | 24. August 1997 |
| Meisterschaftsrekord | 1:43,84 min | Olaf Beyer           | EM Prag, Tschechoslowakei (heute Tschechien) | 31. August 1978 |

Der bestehende EM-Rekord wurde bei diesen Europameisterschaften nicht erreicht. Die schnellste Zeit erzielte der spanische Europameister Mariano García mit 1:44,85 min im Finale, womit er 1,01 s über dem Rekord blieb. Zum Europarekord fehlten ihm 3,74 s, zum Weltrekord 3,94 s.

## Vorrunde
18. August 2022
Die Vorrunde wurde in vier Läufen durchgeführt. Die ersten drei Athleten pro Lauf – hellblau unterlegt – sowie die darüber hinaus vier zeitschnellsten Läufer – hellgrün unterlegt – qualifizierten sich für das Halbfinale.

### Vorlauf 1

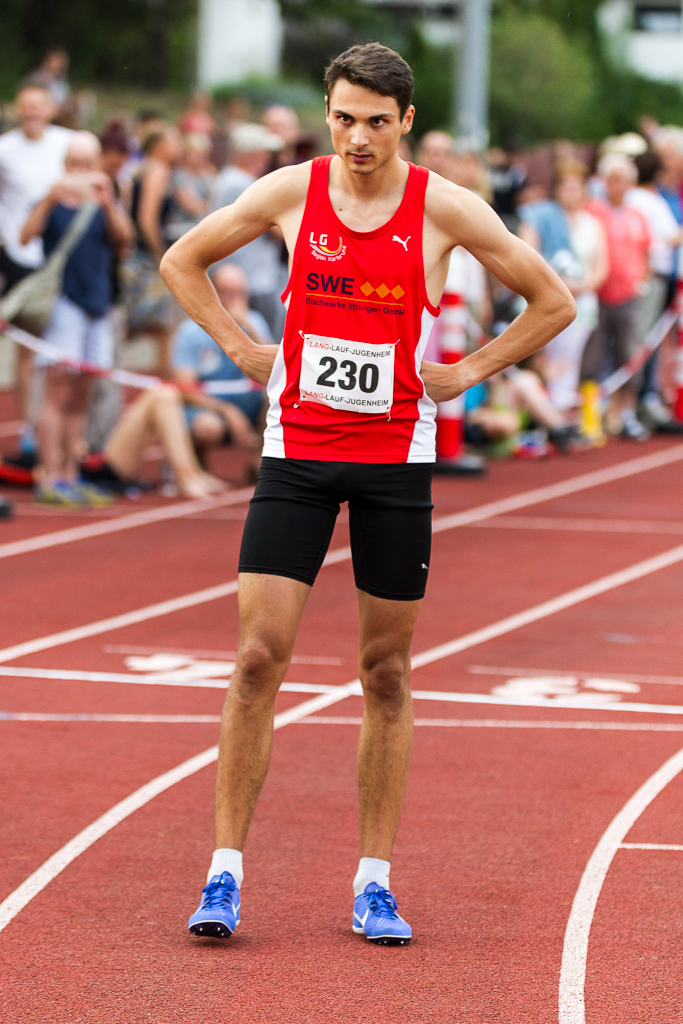
Christoph Kessler – ausgeschieden im ersten Vorlauf

18. August 2022, 10:10 Uhr MESZ
| Platz | Name               | Nation                  | Zeit (min) |
| ----- | ------------------ | ----------------------- | ---------- |
| 1     | Jake Wightman      | Großbritannien          | 1:45,94    |
| 2     | Simone Barontini   | Italien                 | 1:45,98    |
| 3     | Gabriel Tual       | Frankreich              | 1:46,08    |
| 4     | Tibo De Smet       | Belgien                 | 1:46,48    |
| 5     | Andreas Kramer     | Schweden                | 1:46,50    |
| 6     | Dániel Huller      | Ungarn                  | 1:47,19    |
| 7     | Abedin Mujezinović | Bosnien und Herzegowina | 1:47,29    |
| 8     | Christoph Kessler  | Deutschland             | 1:47,72    |

### Vorlauf 2

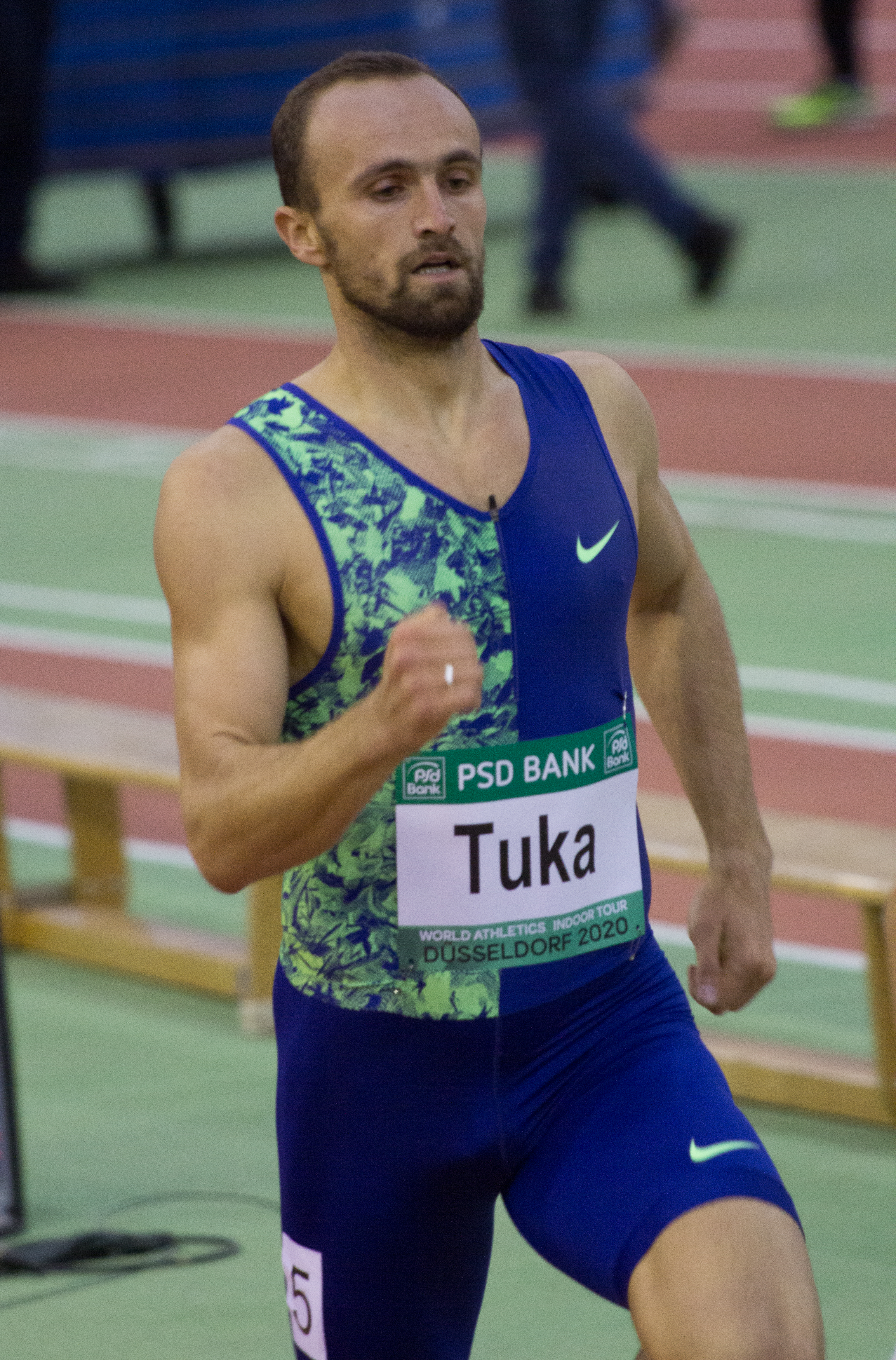
Amel Tuka – ausgeschieden als Vierter des zweiten Vorlaufs
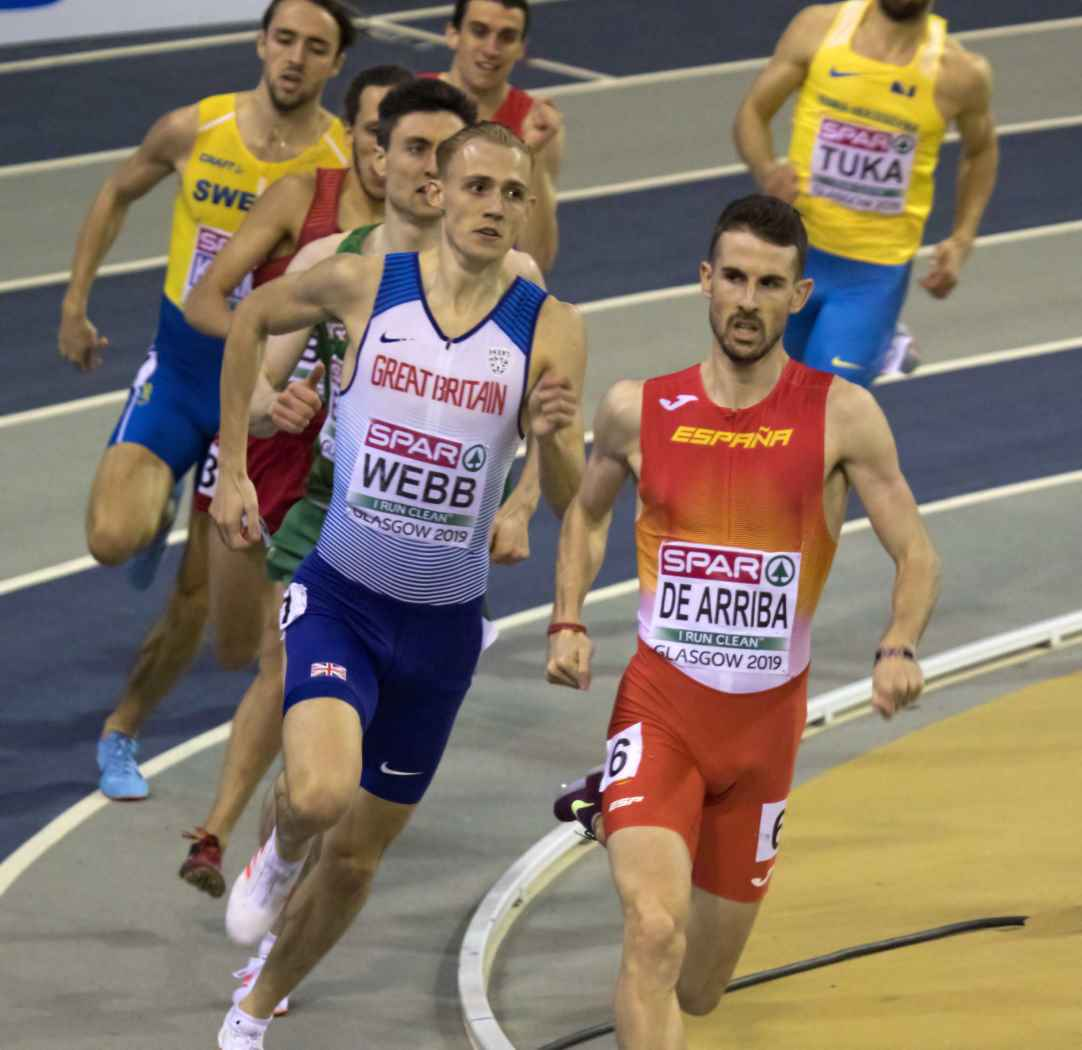
Álvaro de Arriba – ausgeschieden als Fünfter des zweiten Vorlaufs
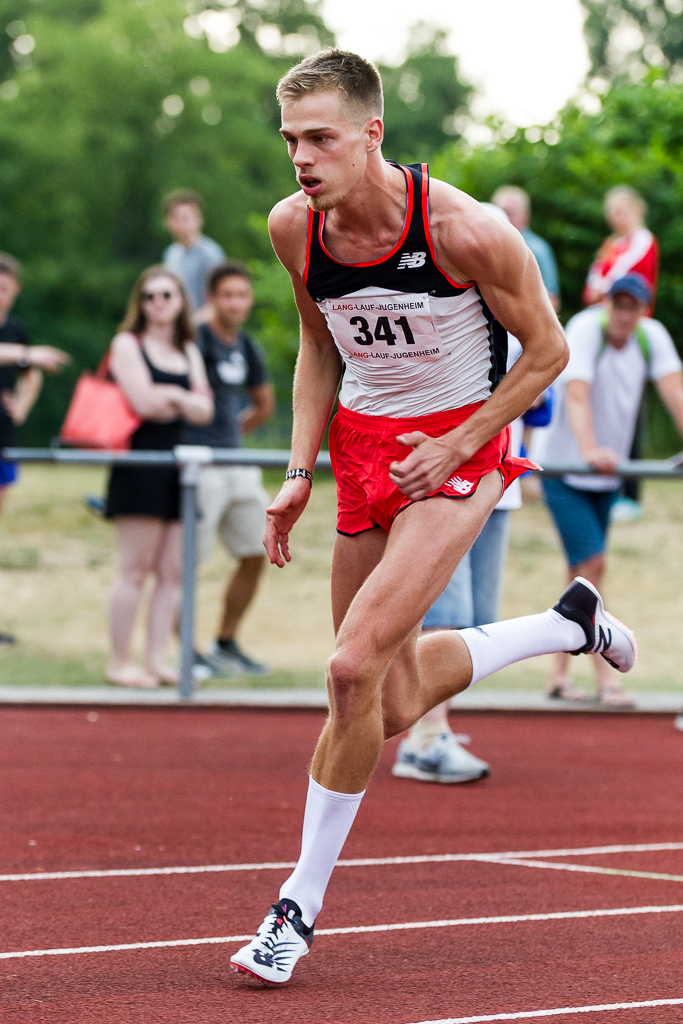
Marc Reuther – ausgeschieden als Sechster des zweiten Vorlaufs

18. August 2022, 10:17 Uhr MESZ
| Platz | Name             | Nation                  | Zeit (min) |
| ----- | ---------------- | ----------------------- | ---------- |
| 1     | Mark English     | Irland                  | 1:47,54    |
| 2     | Benjamin Robert  | Frankreich              | 1:47,66    |
| 3     | Daniel Rowden    | Großbritannien          | 1:47,67    |
| 4     | Amel Tuka        | Bosnien und Herzegowina | 1:47,73    |
| 5     | Álvaro de Arriba | Spanien                 | 1:47,94    |
| 6     | Marc Reuther     | Deutschland             | 1:48,33    |
| 7     | Kacper Lewalski  | Polen                   | 1:48,43    |
| 8     | Jan Vukovič      | Slowenien               | 1:48,88    |

### Vorlauf 3

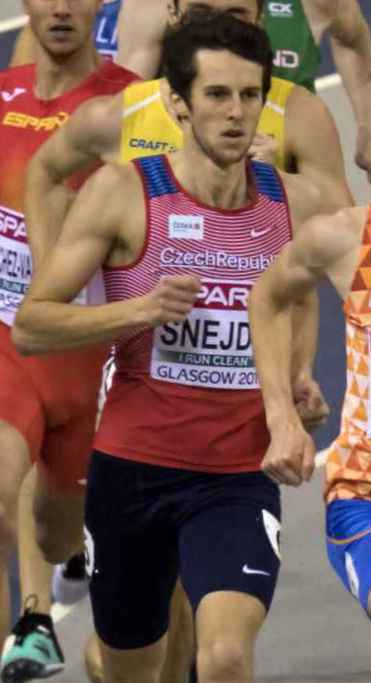
Filip Šnejdr – ausgeschieden als Sechster des dritten Vorlaufs
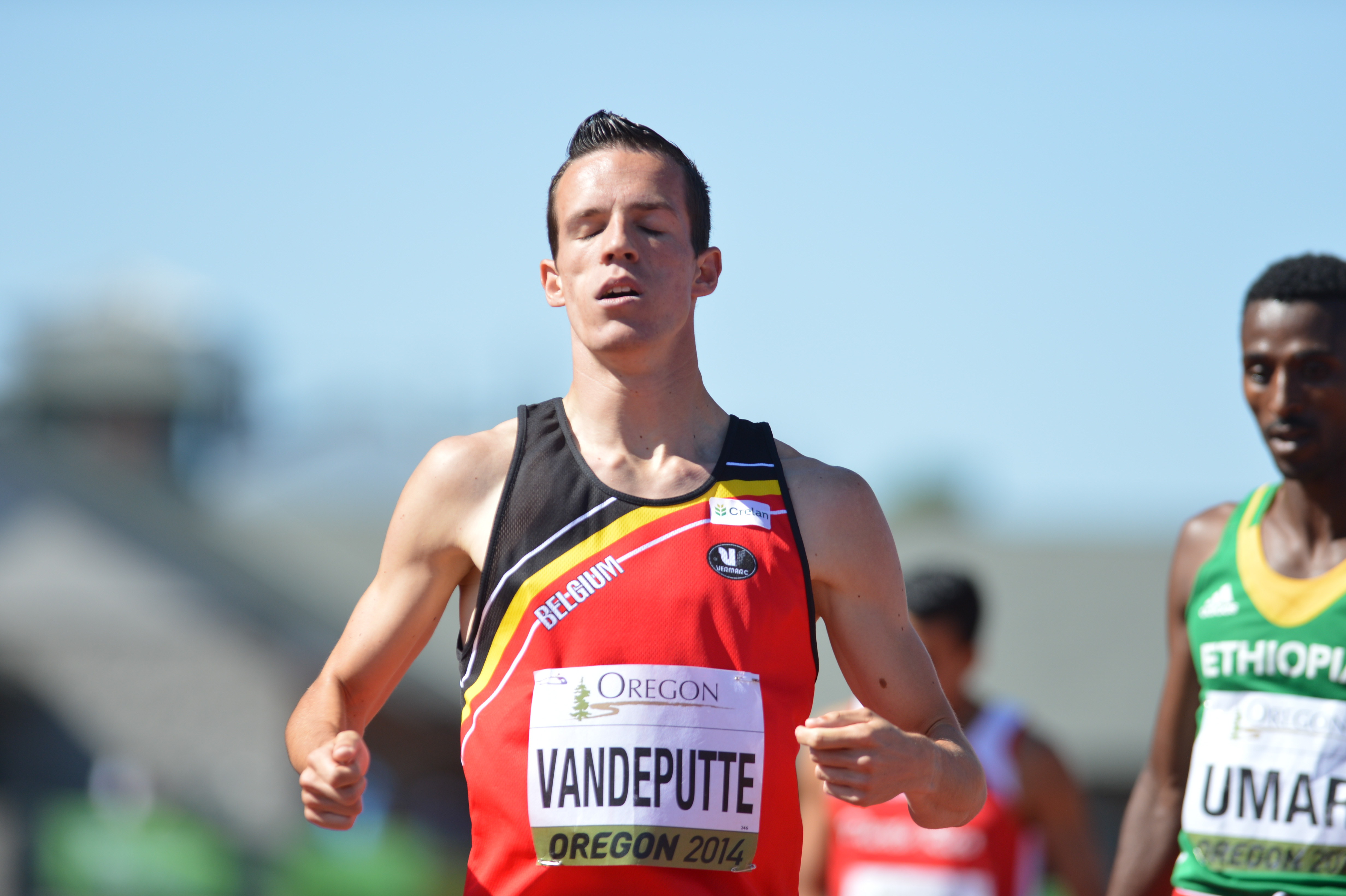
Aurèle Vandeputte – ausgeschieden als Achter des dritten Vorlaufs

18. August 2022, 10:24 Uhr MESZ
| Platz | Name              | Nation         | Zeit (min) |
| ----- | ----------------- | -------------- | ---------- |
| 1     | Patryk Dobek      | Polen          | 1:47,49    |
| 2     | Ben Pattison      | Großbritannien | 1:47,64    |
| 3     | Mariano García    | Spanien        | 1:47,66    |
| 4     | Djoao Lobles      | Niederlande    | 1:48,00    |
| 5     | Joonas Rinne      | Finnland       | 1:48,03    |
| 6     | Filip Šnejdr      | Tschechien     | 1:48,16    |
| 7     | John Fitzsimons   | Irland         | 1:48,22    |
| 8     | Aurèle Vandeputte | Belgien        | 1:48,46    |

### Vorlauf 4
18. August 2022, 10:31 Uhr MESZ

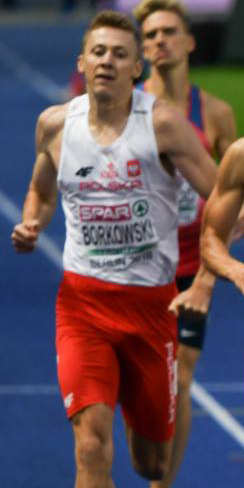
Mateusz Borkowski – ausgeschieden als Vierter des vierten Vorlaufs
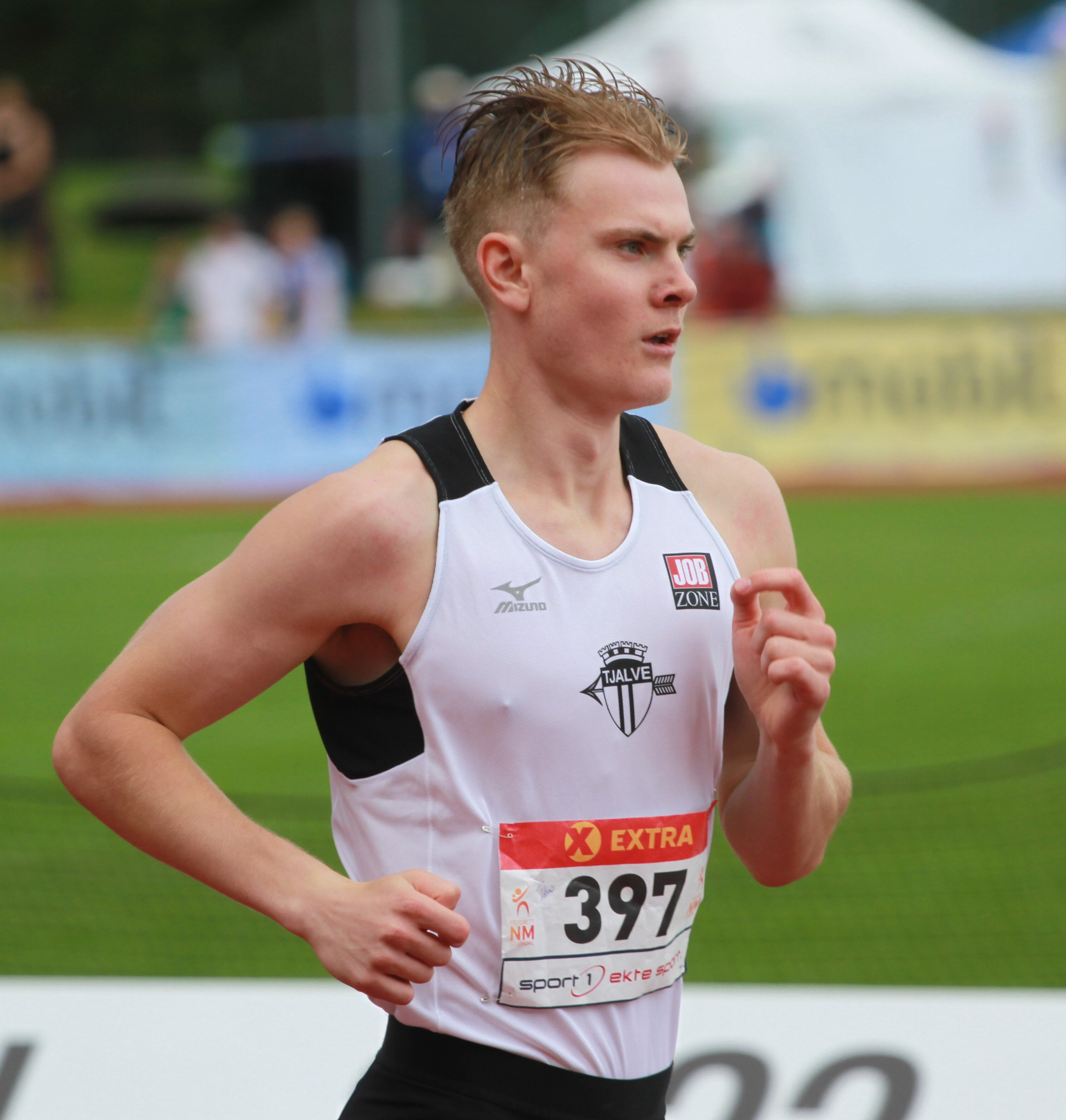
Tobias Grønstad – ausgeschieden als Siebter des vierten Vorlaufs

| Platz | Name              | Nation      | Zeit (min) |
| ----- | ----------------- | ----------- | ---------- |
| 1     | Eliott Crestan    | Belgien     | 1:47,41    |
| 2     | Adrián Ben        | Spanien     | 1:47,64    |
| 3     | Tony van Diepen   | Niederlande | 1:47,67    |
| 4     | Mateusz Borkowski | Polen       | 1:47,74    |
| 5     | Yanis Meziane     | Frankreich  | 1:47,82    |
| 6     | Cătălin Tecuceanu | Italien     | 1:47,94    |
| 7     | Tobias Grønstad   | Norwegen    | 1:48,28    |

## Halbfinale
19. August 2022
In den beiden Halbfinalläufen qualifizierten sich die jeweils ersten drei Athleten – hellblau unterlegt – sowie die darüber hinaus zwei zeitschnellsten Läufer – hellgrün unterlegt – für das Finale.

### Halbfinallauf 1

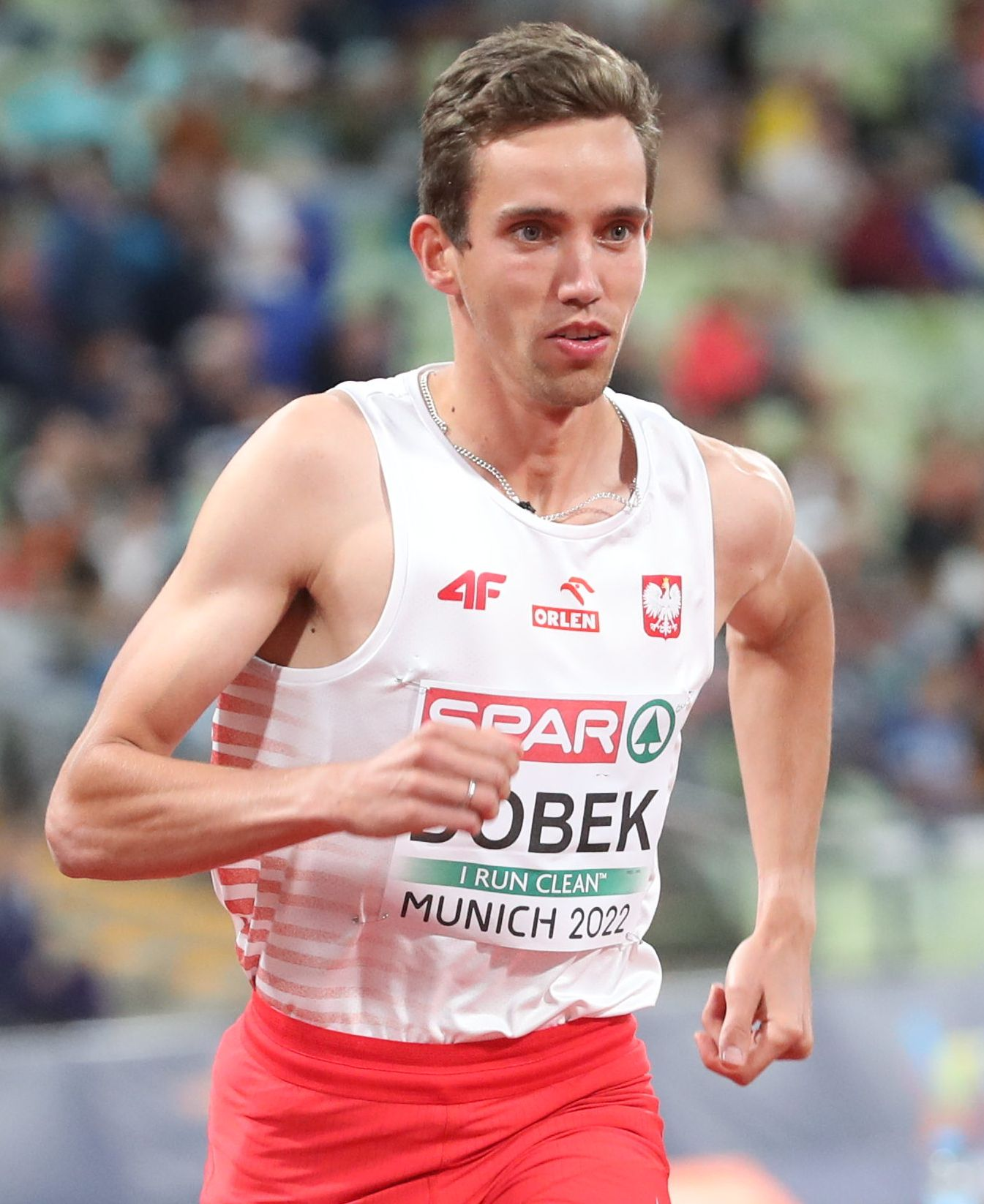
Patryk Dobek – ausgeschieden als Vierter des ersten Halbfinals
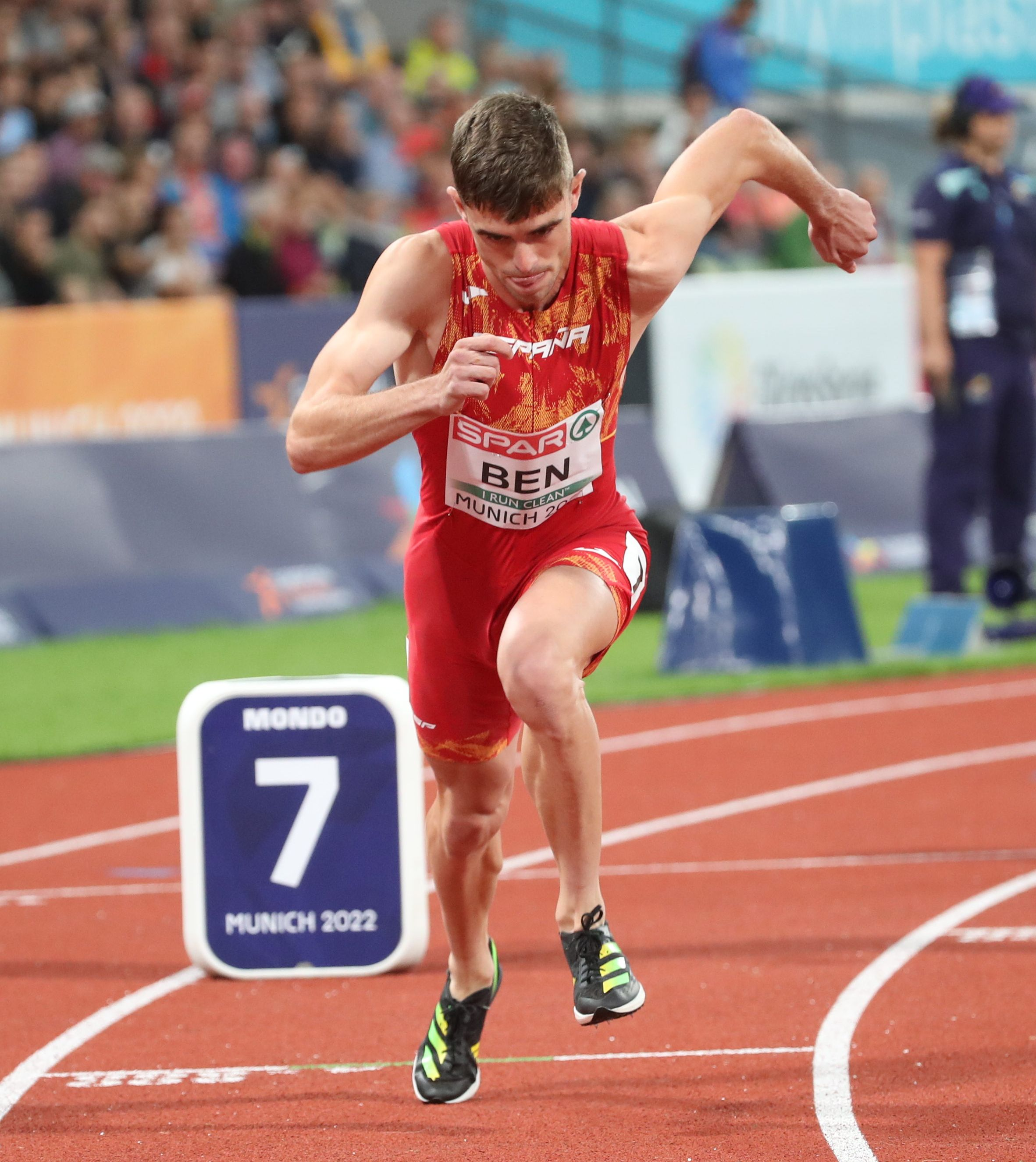
Adrián Ben – ausgeschieden als Siebter des ersten Halbfinals

19. August 2022, 20:27 Uhr MESZ
| Platz | Name               | Nation                  | Zeit (min) |
| ----- | ------------------ | ----------------------- | ---------- |
| 1     | Andreas Kramer     | Schweden                | 1:48,37    |
| 2     | Simone Barontini   | Italien                 | 1:48,51    |
| 3     | Benjamin Robert    | Frankreich              | 1:48,51    |
| 4     | Patryk Dobek       | Polen                   | 1:48,63    |
| 5     | Daniel Rowden      | Großbritannien          | 1:48,80    |
| 6     | Tibo De Smet       | Belgien                 | 1:49,10    |
| 7     | Adrián Ben         | Spanien                 | 1:49,26    |
| 8     | Abedin Mujezinović | Bosnien und Herzegowina | 1:50,20    |

### Halbfinallauf 2

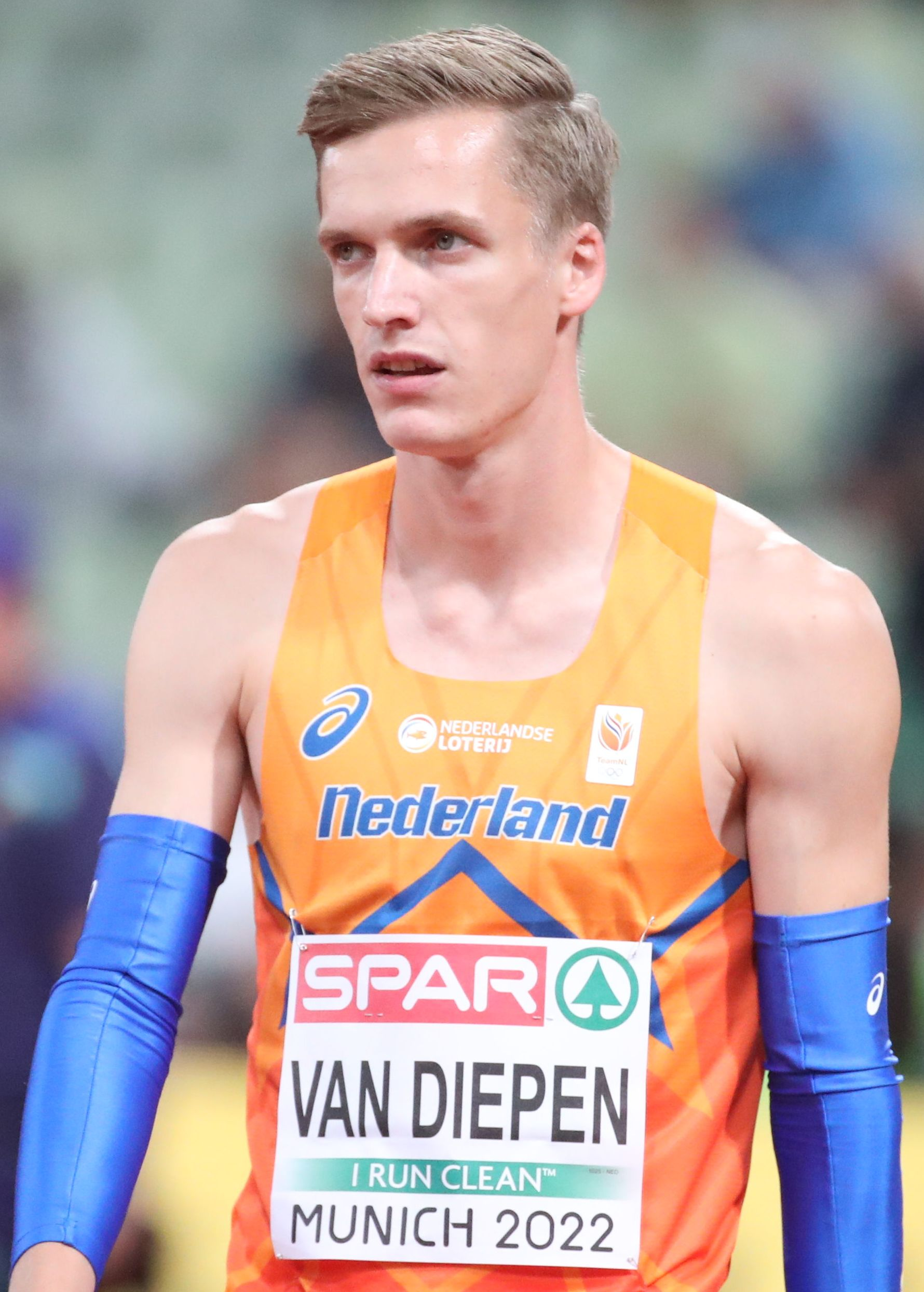
Tony van Diepen – ausgeschieden als Sechster des zweiten Halbfinals
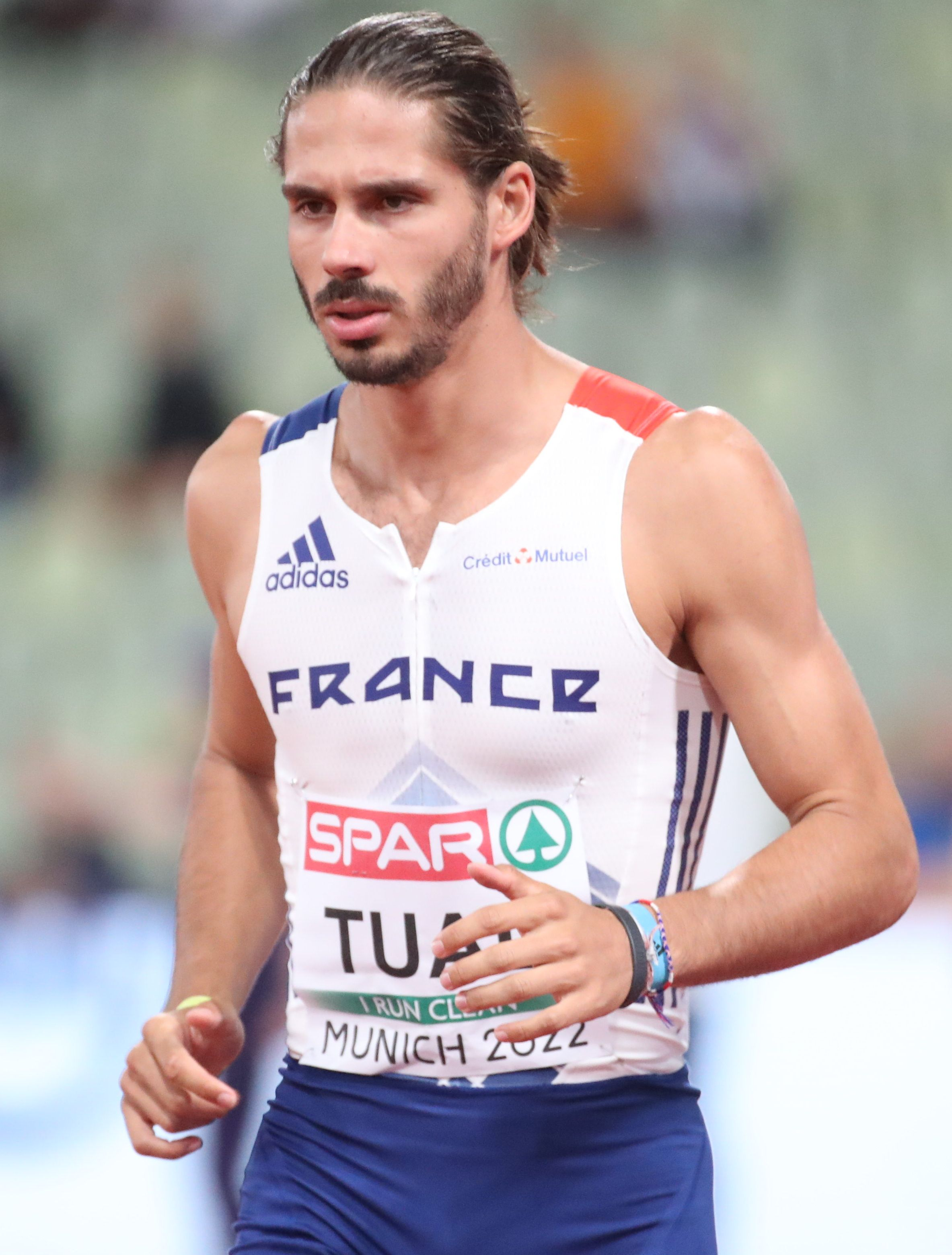
Gabriel Tual – ausgeschieden als Siebter des zweiten Halbfinals
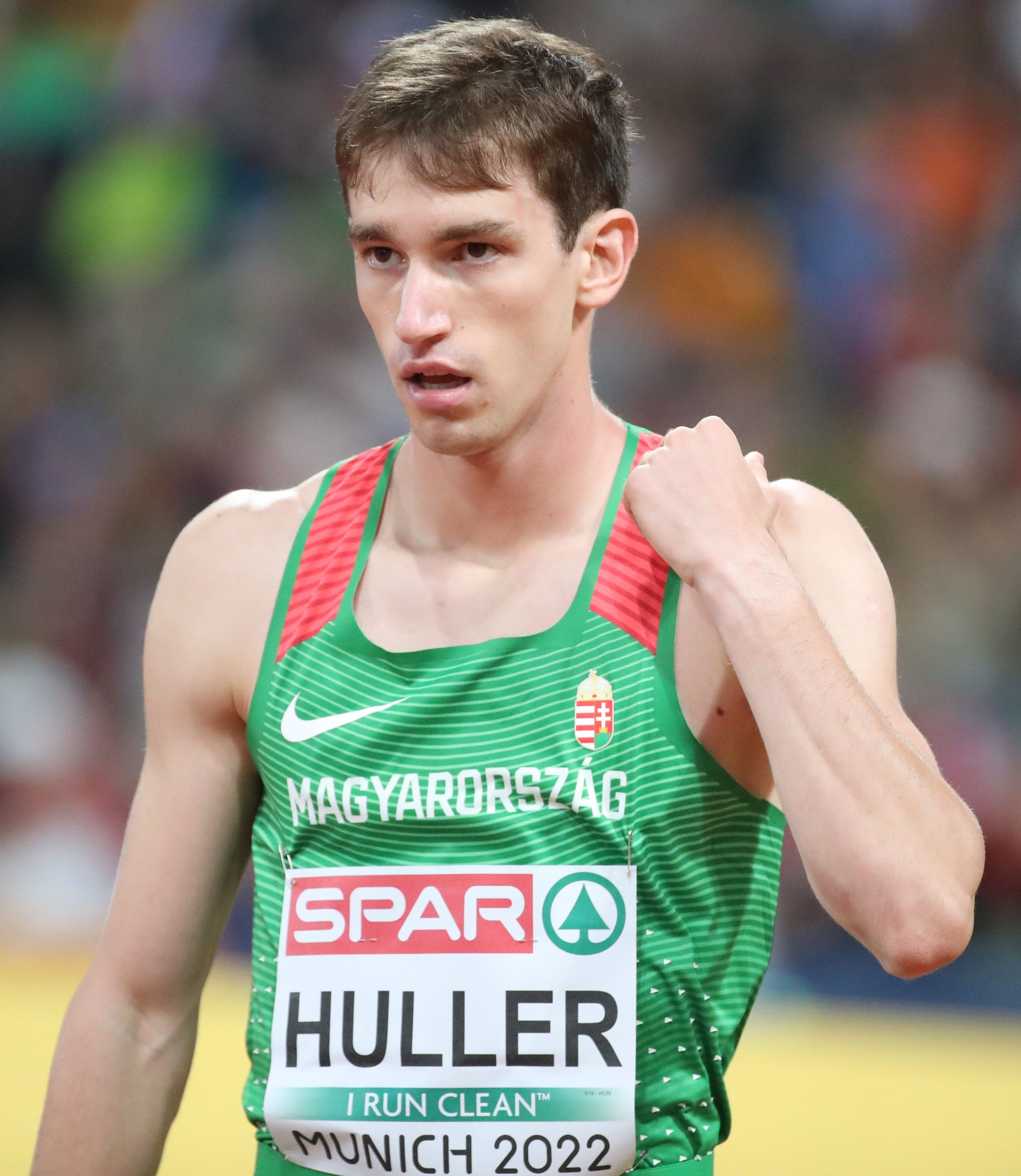
Dániel Huller – ausgeschieden als Achter des zweiten Halbfinals

19. August 2022, 20:34 Uhr MESZ
| Platz | Name            | Nation         | Zeit (min) |
| ----- | --------------- | -------------- | ---------- |
| 1     | Mariano García  | Spanien        | 1:46,52    |
| 2     | Jake Wightman   | Großbritannien | 1:46,61    |
| 3     | Mark English    | Irland         | 1:46,66    |
| 4     | Ben Pattison    | Großbritannien | 1:46,95    |
| 5     | Eliott Crestan  | Belgien        | 1:47,13    |
| 6     | Tony van Diepen | Niederlande    | 1:47,64    |
| 7     | Gabriel Tual    | Frankreich     | 1:47,70    |
| 8     | Dániel Huller   | Ungarn         | 1:48,03    |

## Finale

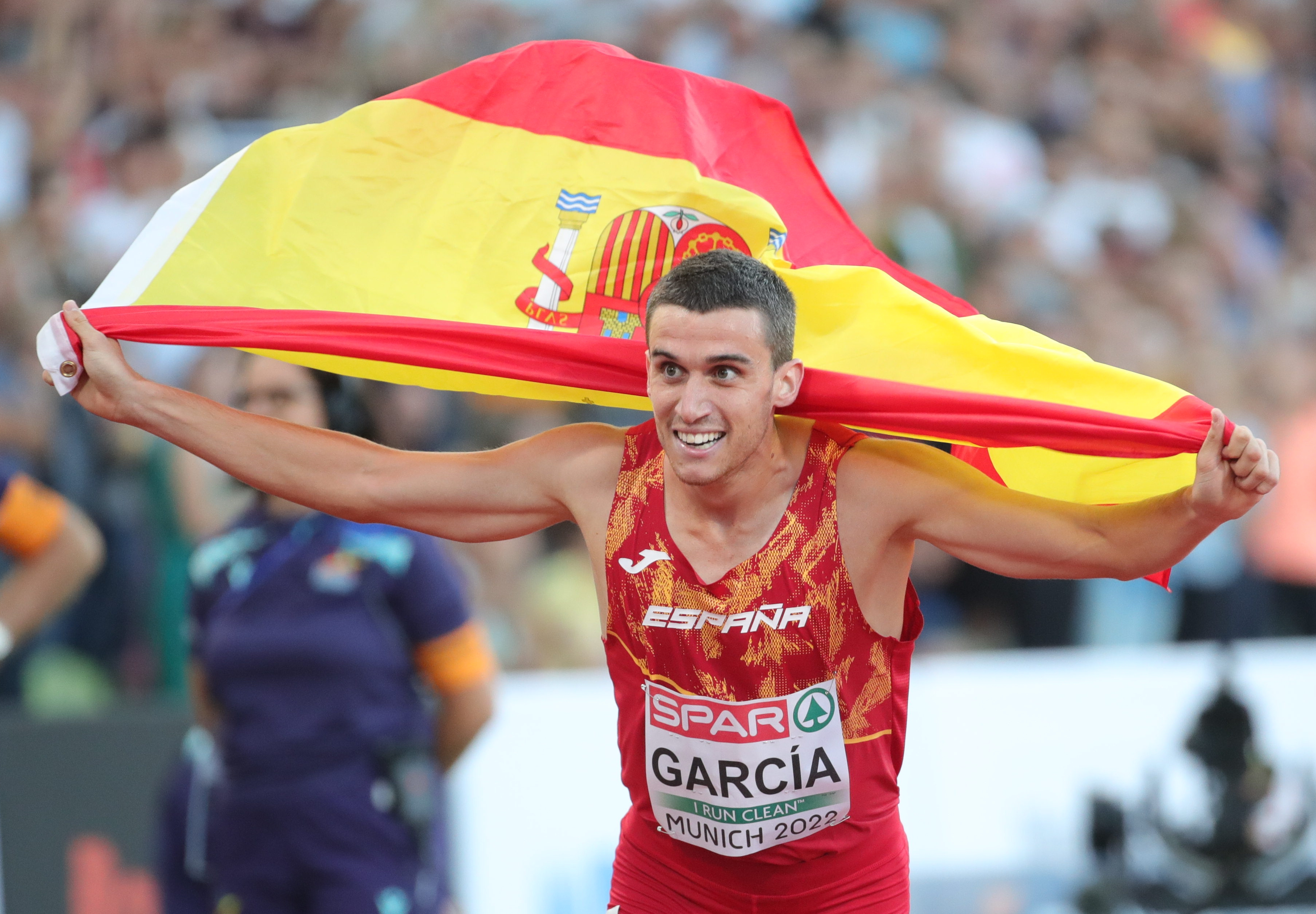
Europameister wurde Mariano García, der den favorisierten Jake Wightman auf Platz zwei verwies

21. August 2022, 19:40 Uhr MESZ
| Platz | Name             | Nation         | Zeit (min) |
| ----- | ---------------- | -------------- | ---------- |
| 1     | Mariano García   | Spanien        | 1:44,85    |
| 2     | Jake Wightman    | Großbritannien | 1:44,91    |
| 3     | Mark English     | Irland         | 1:45,19    |
| 4     | Andreas Kramer   | Schweden       | 1:45,38    |
| 5     | Benjamin Robert  | Frankreich     | 1:45,42    |
| 6     | Ben Pattison     | Großbritannien | 1:45,63    |
| 7     | Simone Barontini | Italien        | 1:45,66    |
| 8     | Eliott Crestan   | Belgien        | 1:45,68    |

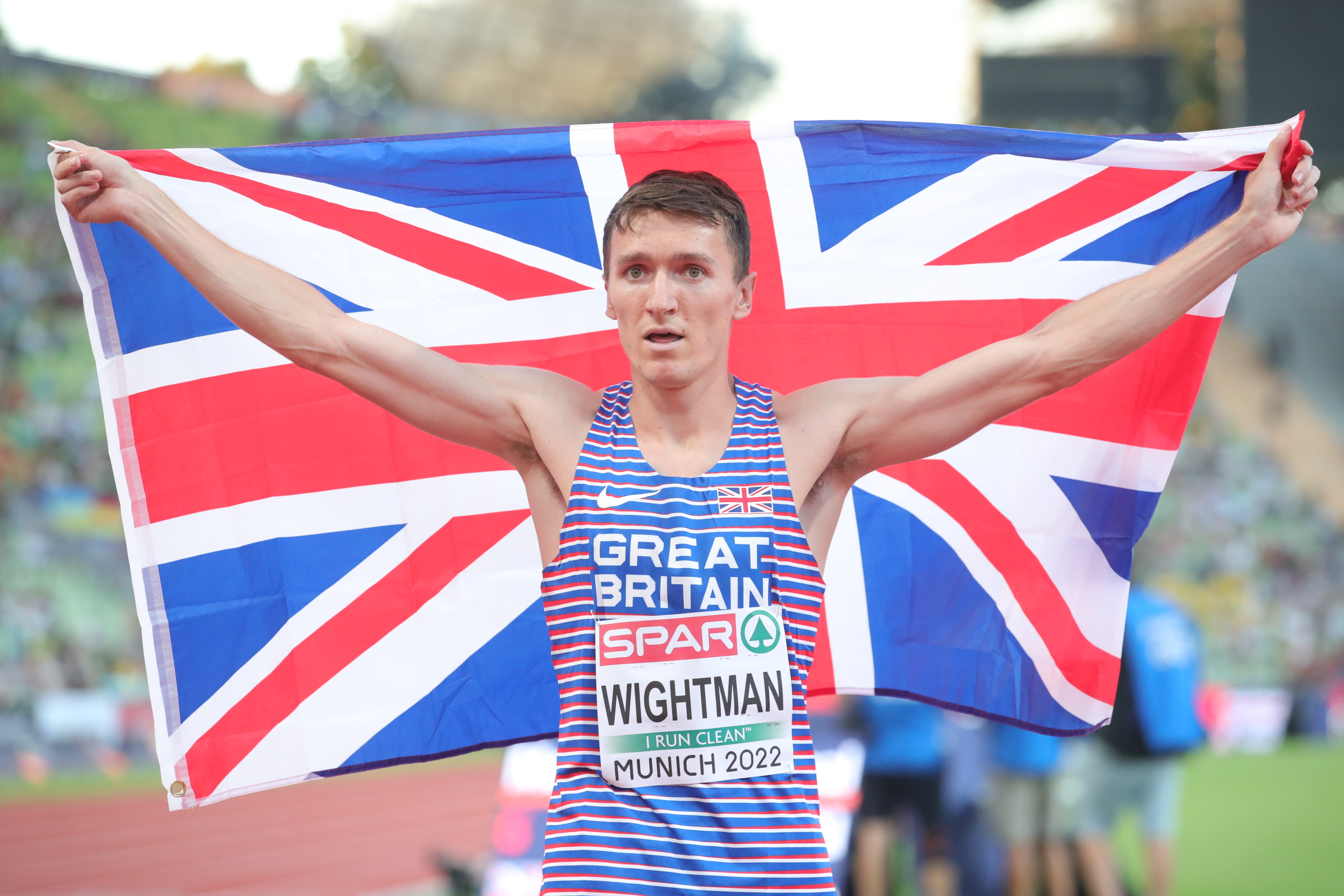
Der favorisierte Jake Wightman, über 1500 Meter amtierender Weltmeister sowie 2018 EM-Dritter, musste sich mit Rang zwei zufriedengeben
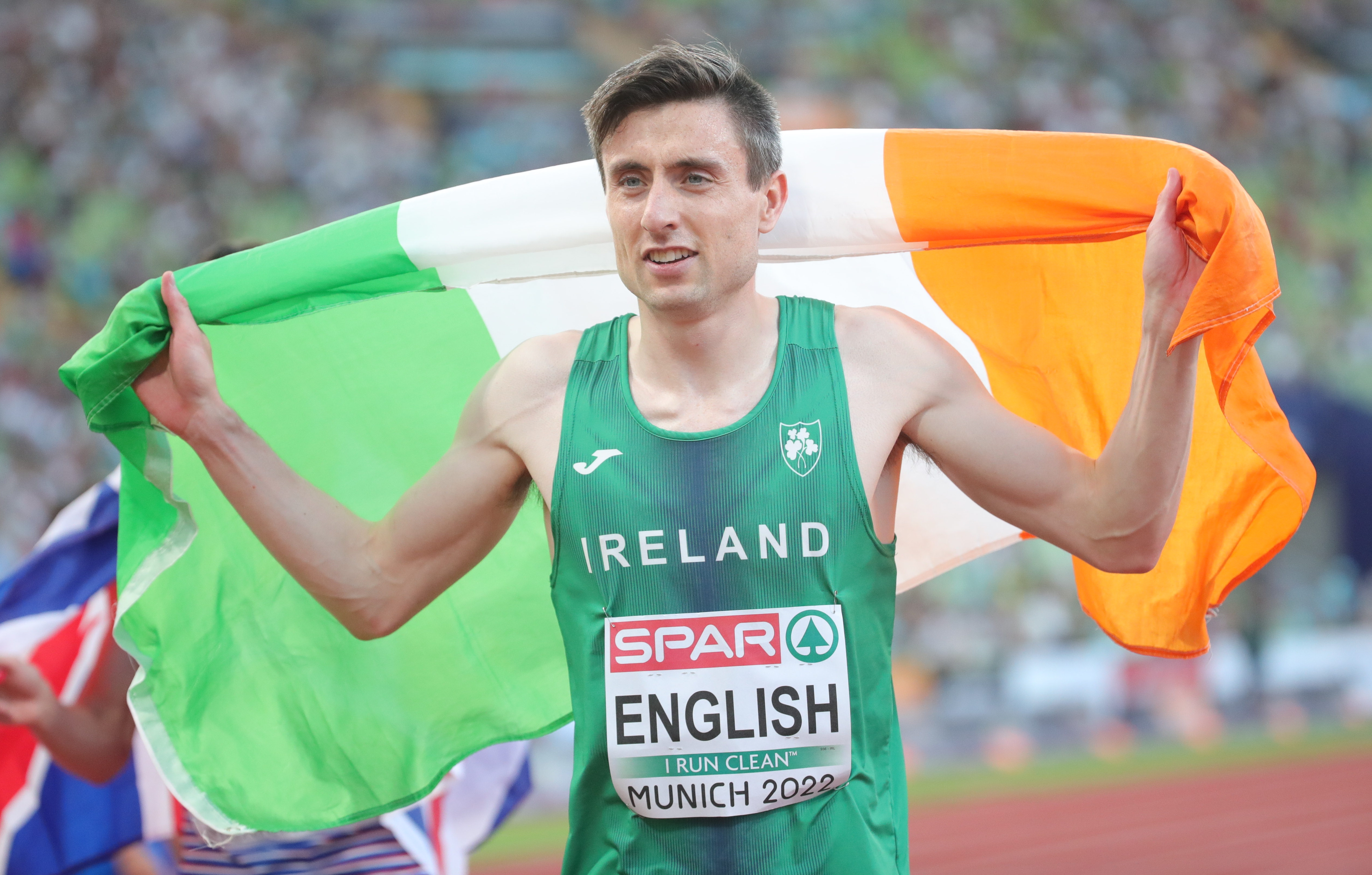
Wie 2014 gewann Mark English Bronze

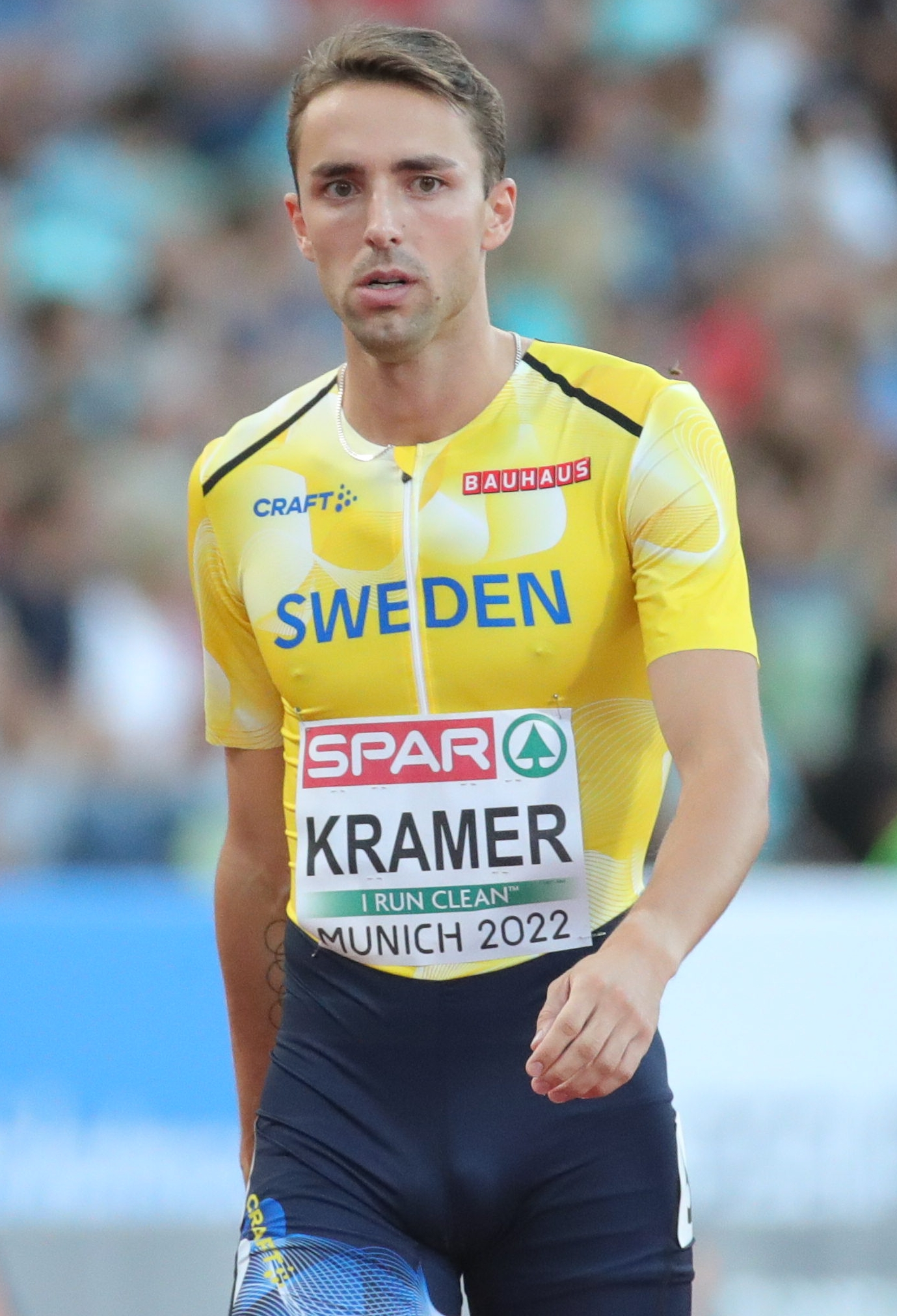
Der Vizeeuropameister von 2018 Andreas Kramer belegte Rang vier
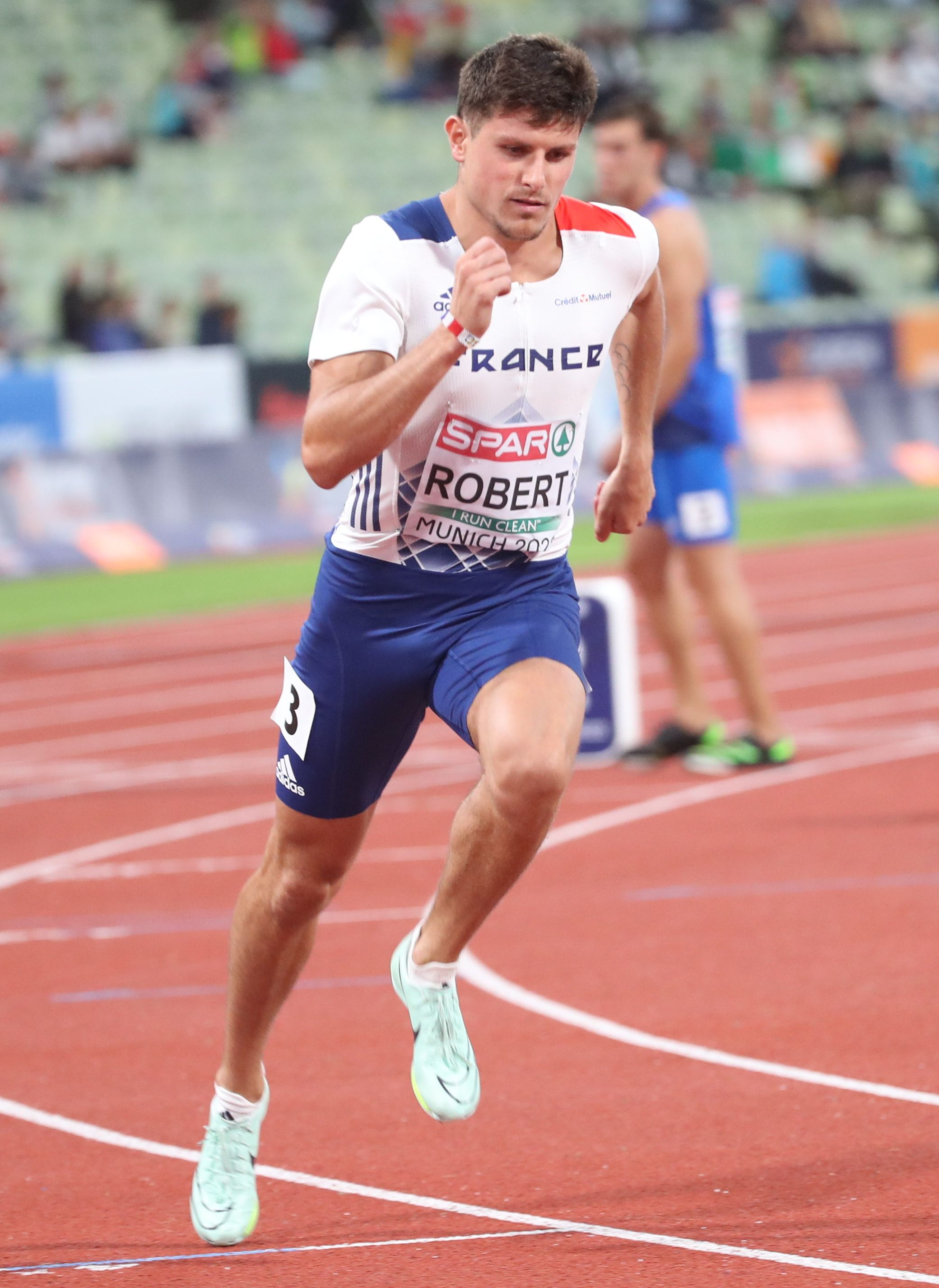
Der fünftplatzierte Benjamin Robert
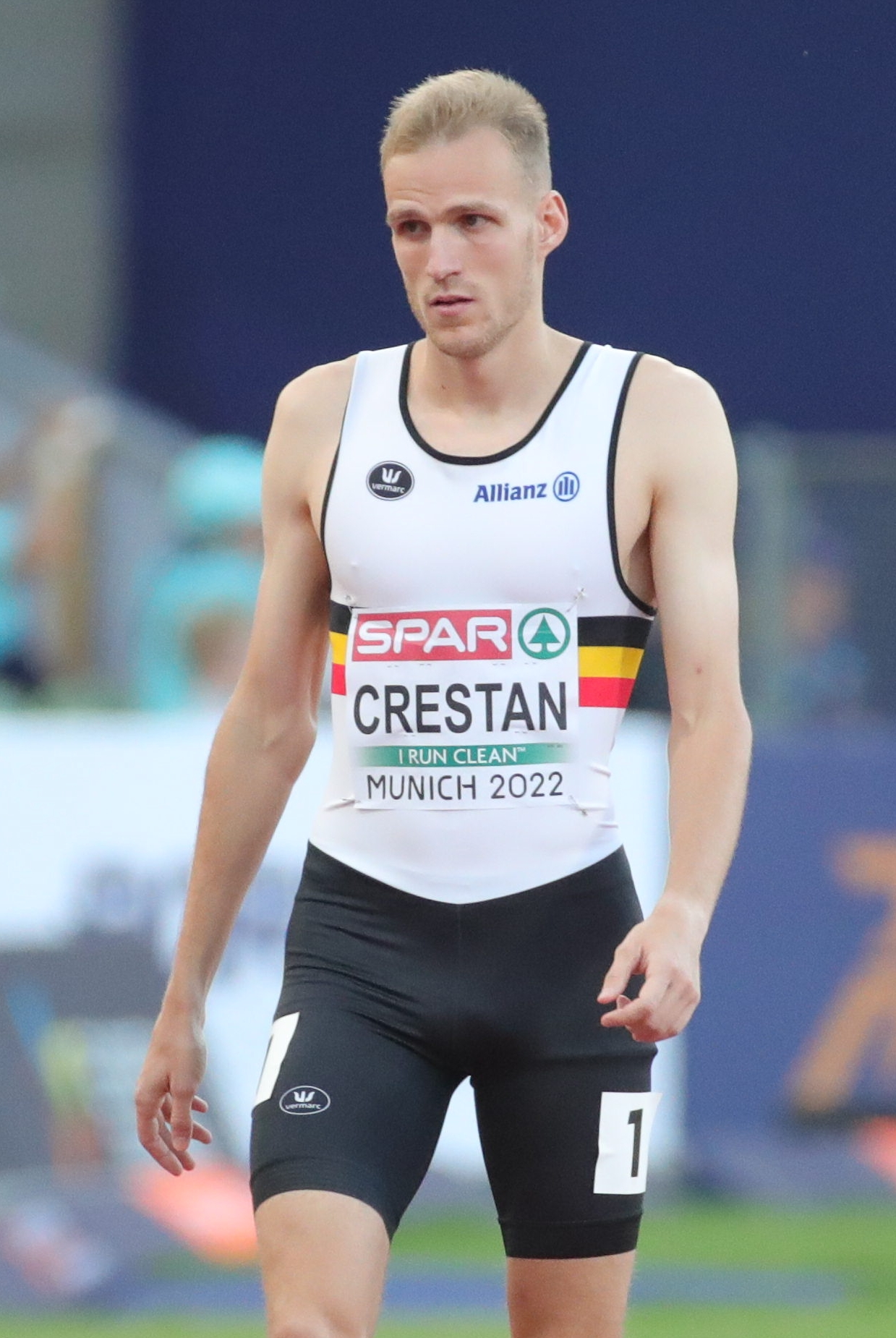
Rang acht für Eliott Crestan

## Videolink
- Athletics, MEN'S 800M FINAL, European Championships Munich 2022 | GARCÍA Mariano, youtube.com, abgerufen am 1. April 2023